# Пристінська сільська рада
Присті́нська сільська́ ра́да — адміністративно-територіальна одиниця та орган місцевого самоврядування в Куп'янському районі Харківської області. Адміністративний центр — село Пристін.

## Загальні відомості
- Пристінська сільська рада утворена в 1923 році.
- Територія ради: 73,96 км²
- Населення ради: 947 осіб (станом на 2001 рік)
- Територією ради протікає річка Оскіл.

## Населені пункти
Сільській раді підпорядковані населені пункти:
- с. Пристін
- с. Сеньок

## Склад ради
Рада складається з 12 депутатів та голови.
- Голова ради: Боков Василь Олексійович
- Секретар ради: Ковальова Валентина Іванівна

### Керівний склад попередніх скликань
| Прізвище, ім'я, по батькові | Основні відомості                                                             | Дата обрання | Дата звільнення |
| --------------------------- | ----------------------------------------------------------------------------- | ------------ | --------------- |
| Боков Василь Олексійович    | Сільський голова, 1959 року народження, освіта незакінчена вища, безпартійний | 26.03.2006   | 31.10.2010      |
| Боков Василь Олексійович    | Сільський голова, 1959 року народження, освіта незакінчена вища, безпартійний | 31.10.2010   |                 |

Примітка: таблиця складена за даними сайту Верховної Ради України

### Депутати
За результатами місцевих виборів 2010 року депутатами ради стали:

#### За суб'єктами висування
| Суб'єкт висування                 | Кількість обраних депутатів | %    |
| --------------------------------- | --------------------------- | ---- |
| Партія регіонів                   | 11                          | 91,7 |
| Політична партія «Сильна Україна» | 1                           | 8,3  |

#### За округами
| № округу                          | Прізвище, ім'я, по батькові      | Дата визнання обраним | Освіта             | Партійна приналежність                  | Відомості про обраного депутата                                                                                    |
| --------------------------------- | -------------------------------- | --------------------- | ------------------ | --------------------------------------- | --- |
| Партія регіонів                   |                                  |                       |                    |                                         | |
| 1                                 | Дрогіна Людмила Іванівна         | 01.11.2010            | вища               | позапартійна                            | пенсіонер |
| 2                                 | Шуліка Олександр Миколайович     | 01.11.2010            | середня спеціальна | позапартійний                           | Зайнятий в особистому селянському господарстві                                                                     |
| 3                                 | Василець Тетяна Федорівна        | 29.08.2012            | вища               | член Партії регіонів                    | тимчасово не працює                                                                                                |
| 4                                 | Овчаров Володимир Іванович       | 01.11.2010            | середня спеціальна | позапартійний                           | пенсіонер |
| 5                                 | Третяк Валентина Олексіївна      | 01.11.2010            | вища               | позапартійна                            | тимчасово не працює                                                                                                |
| 7                                 | Ковальова Олена Неонілівна       | 01.11.2010            | середня спеціальна | позапартійна                            | Пристінська сільська рада, прибиральниця                                                                           |
| 8                                 | Лебединський Антон Володимирович | 01.11.2010            | вища               | позапартійний                           | Куп"янське управління державного казначейства ГУДКУ в Харківській області, спеціаліст 1 категорії сектору ІТ та ЗІ |
| 9                                 | Фоміна Валентина Іванівна        | 01.11.2010            | вища               | позапартійна                            | Примстінська загальноосвітня школа І-ІІІ ст., директор                                                             |
| 10                                | Черкашина Тетяна Григорівна      | 01.11.2010            | вища               | позапартійна                            | Примстінська загальноосвітня школа І-ІІІ ст., кухар                                                                |
| 11                                | Мизюн Олександр Володимирович    | 01.11.2010            | середня            | позапартійний                           | ФОП Мизюн, приватний підприємець                                                                                   |
| 12                                | Борисенко Олександр Михайлович   | 01.11.2010            | середня спеціальна | позапартійний                           | пенсіонер |
| Політична партія «Сильна Україна» |                                  |                       |                    |                                         | |
| 6                                 | Болдир Валентина Іванівна        | 01.11.2010            | середня спеціальна | член Політичної партії «Сильна Україна» | Фермерське господарство «Клепки», кухар                                                                            |